# Туристичка организација града Зрењанина
| Туристичка организација града Зрењанина |                                     |
|                                         |                                     |
| Оснивач:                                | Град Зрењанин                       |
| Основана:                               |                                     |
| Седиште:                                | Коче Коларова 68, · Зрењанин Србија |
| Веб презентација                        | http://visitzrenjanin.com/          |
| Контакт:                                | 023/523-160                         |

Туристичка организација града Зрењанина бави се обједињавањем туристичке понуде на подручју града Зрењанина, издавањем пропагандног материјала, промоцијом и унапређењем туристичке понуде, организацијом манифестација, управљањем излетишта и купалишта  – „Пескара”, „Тиса” и „Ада Шумице”. Бави се и израдом и реализацијом пројеката намењених развоју туризма на територији града Зрењанина.
Туристичко информативни центар смештен је у строгом центру Зрењанина, на Тргу слободе, почео је с радом октобра 2005. године. Центар има функцију да пружа информације о свим садржајима туристичке понуде, културним, спортским и привредним догађајима, као и информације о садржајима туристичке понуде Војводине и Србије. Један од сегмената рада је посредовање у пружању услуга приватног смештаја и других угоститељских услуга, као и осмишљавање и продаја сувенира и публикација.